# Espès-Undurein
Espès-Undurein è un comune francese di 511 abitanti situato nel dipartimento dei Pirenei Atlantici nella regione della Nuova Aquitania.

## Società

### Evoluzione demografica
Abitanti censiti